# Comptonella
Comptonella es un género con nueve especies de plantas de flores de la familia Rutaceae. Son nativos de Sudáfrica y se cultivan como planta ornamental.

## Especies seleccionadas
- Comptonella albiflora
- Comptonella baudouinii
- Comptonella drupacea
- Comptonella fruticosa
- Comptonella glabra
- Comptonella lactea
- Comptonella microcarpa
- Comptonella oreophila
- Comptonella sessilifoliola